# P. G. Wodehouse
Pelham Grenville Wodehouse KBE (Guildford, Surrey,  15 de outubro de 1881 – Nova York, 14 de fevereiro de 1975) foi um escritor britânico cuja obra inclui romances, contos, peças de teatro, letras de músicas e numerosos artigos de jornal e revista.
Wodehouse teve grande sucesso de público durante sua carreira, que durou mais de setenta anos, e seus muitos livros continuam a ser lidos. Apesar dos problemas políticos e sociais que ocorreram durante a sua vida, o que o incentivou a passar muitos anos na França e nos Estados Unidos, o principal tema na prosa de Wodehouse foi sempre a alta sociedade britânica, antes e depois da Primeira Guerra Mundial, refletindo sua condição social, sua educação e sua carreira de escritor.
Apesar de ser mais conhecido pelos romances e contos de Jeeves e do Castelo de Blandings, Wodehouse também foi um escritor de musicais e de peças de teatro, sendo  autor de 15 peças e de 250 letras de música para cerca de 30 comédias musicais, muitas das quais produzidas em colaboração com Jerome Kern e Guy Bolton. Ele trabalhou com Cole Porter no musical Anything Goes (1934), escreveu a letra da canção Bill, da peça Kern's Show Boat (1927), da canção de Sigmund Romberg para o musical de Gershwin e Romberg chamado Rosalie (1928), além de colaborar com Rudolf Friml em uma versão musical da peça Os Três Mosqueteiros (1928).

## Biografia
Wodehouse, chamado "Plum" (abreviatura de "Pelham") pela maioria dos familiares e amigos, nasceu prematuramente a Eleanor Wodehouse (nascida Eleanor  Deane, filha de John Bathurst Deane), enquanto ela estava visitando Guildford no Reino Unido. Ele foi batizado na Igreja de São Nicolas, em Guildford. Sua tia Maria Deane foi a autora do romance "O Sr. Zinzan de Bath, ou visão em um espelho velho". Seu pai, Henry Ernest Wodehouse (1845-1929), foi um juiz britânico em Honguecongue. A família Wodehouse residira em Norfolque por muitos séculos. O bisavô de Wodehouse, o reverendo Philip Wodehouse, era o segundo filho de Sir Armine Wodehouse, 5° baronete, cujo filho mais velho, John Wodehouse, primeiro barão Wodehouse, foi o antepassado dos Condes de Kimberley. O padrinho de Wodehouse era Pelham von Donop, do qual seu nome foi derivado.
Quando ele tinha apenas três anos de idade, Wodehouse foi trazido de volta para o Reino Unido e ficou sob os cuidados de uma babá. Frequentou colégios diferentes e, entre as idades de três e 15 anos, viu seus pais por apenas seis meses no total. Wodehouse cresceu muito perto de seu irmão, que compartilhava seu amor pela arte. Wodehouse preenchidos os vazios de sua vida escrevendo incansavelmente. Ele passou um bom número das suas férias escolares na casa de uma tia ou de outra - tem-se especulado que este lhe deu um horror saudável do "bando de tias", refletida nas formidáveis tias de Bertie Wooster, Agatha e Dahlia, bem como da personagem Lady Constance Keeble, tirana de seus muitos sobrinhos e sobrinhas na série Castelo de Blandings.
A primeira escola de Wodehouse foi The Chalet School, Croydon (hoje em dia, Elmhurst School for Boys), que frequentou entre 1886 e 1889, juntamente com seus dois irmãos mais velhos (Richard, o mais novo dos quatro irmãos Wodehouse, era muito mais jovem e tornou-se um tanto notável como um jogador de cricket na Ásia). Em 1889, o irmão mais velho, Peveril, foi diagnosticado como tendo um peito fraco e os três irmãos foram enviados para Elizabeth College, Guernsey (onde aparecem no censo de 1891), onde Peveril poderia se beneficiar do ar do mar. Wodehouse permaneceu em Elizabeth College por dois anos, até que, aos 10 anos, chegou-se a hora de ele se mudar para uma escola preparatória (prep school). A primeira escola preparatória de Wodehouse foi Malvern House, em Kearsney, perto de Dover, especializada em preparar os meninos para a entrada no Royal Naval College, em Dartmouth. Wodehouse passou dois anos infelizes em Malvern House, antes de finalmente convencer seu pai a mandá-lo para Dulwich College, onde seu irmão mais velho Armine já era um estudante.
Ele gostava de frequentar a Dulwich College, onde foi bem sucedido, tanto como aluno e como esportista: ele era um membro da Classics VIth Form (tradicionalmente, a classe dos mais brilhantes alunos) e um school prefect; editou a revista da faculdade, The Alleynian; cantou e atuou em papéis principais em produções musicais e teatrais; e ganhou cores de sua escola como um membro do time de cricket e rugby. Ele também representou a escola no boxe (até ser barrado por um problema de visão) e seu dormitório escolar (House) no atletismo . A biblioteca em Dulwich agora tem seu nome.
O irmão Wodehouse mais velho, Armine, ganhou uma bolsa de estudos clássicos na Universidade de Oxford, e de Pelham se era esperado seguir os passos de seu irmão, mas uma queda no valor da rupia indiana (a moeda em que a pensão de seu pai era expresso) o obrigou a abandonar tais planos. Seu pai o indicou para uma posição com o Hong Kong and Shanghai Bank (hoje conhecido como HSBC), lugar no qual, após dois anos de treinamento em Londres, ele poderia ter sido enviado para uma agência no exterior. No entanto, Wodehouse nunca estava interessado no setor bancário como uma carreira, e "nunca aprendeu nada sobre o sistema bancário". (Algumas de suas experiências no banco foram contadas no livro "Psmith na City", no qual o banco HSBC figura como o "Novo Banco Asiático"). Ele escrevia em meio período enquanto trabalhava no banco e, em 1902, tornou-se jornalista para o "The Globe" (um jornal já extinto), assumindo a coluna de quadrinhos a partir de uma amigo que havia renunciado. Depois disso, Wodehouse contribuiu itens para "Punch", "Vanity Fair" (1903-1906), "Daily Express" (1904) e "The World: Um jornal para Homens e Mulheres" (1906/1907). Ele também escreveu histórias para revistas colegiais ("The Capitain" e "Public School Magazine") que foram compilados para formar seus primeiros romances publicados e quatro peças curtas com seu amigo Bertram Fletcher Robinson.

### A vida além da Grã-Bretanha
Embora Wodehouse e seus romances sejam considerados essencialmente britânicos, de 1914 em diante ele dividia seu tempo entre o Reino Unido e os Estados Unidos. Em 1934, ele passou a residir na França, para evitar a dupla tributação sobre os seus lucros por parte das autoridades fiscais britânicas, e nos EUA. Ele também se dizia profundamente desinteressado da política e dos assuntos mundiais. Em 1939, quando estourou a Segunda Guerra Mundial,  Wodehouse permaneceu em sua casa à beira-mar, em Le Touquet, na França, em vez de retornar ao Reino Unido. Aparentemente, ele não percebia  a gravidade do conflito. Diz-se também que sua esposa não poderia suportar deixar para trás o seu cão, Wonder. Posteriormente, as autoridades militares alemãs da França ocupada o internaram (juntamente com vários outros britânicos na mesma situação) como um "inimigo estrangeiro", segundo as Convenções de Genebra. Primeiramente, ele foi internado  na Bélgica e, depois, em Tost na Alta Silésia (hoje Toszek,  Polónia). Wodehouse teria dito: "Se esta é Alta Silésia, imagine como a Baixa Silésia deve ser..."
Enquanto em Tost, Wodehouse entretinha seus companheiros de prisão com diálogos espirituosos. Ele foi liberado  alguns meses antes de completar 60 anos de idade, quando, nos termos das Convenções de Genebra, ele seria libertado de qualquer forma. A liberação ligeiramente antecipada levou a acusações de que ele havia feito um acordo com as autoridades nazistas. Após a sua libertação, ele viveu por um tempo no Hotel Adlon, em Berlim, antes de se mudar para Paris, que ainda estava sob ocupação alemã. Elaborou, então, vários debates humorísticos, com base em sua vida em Tost,  para uma série de programas de rádio destinada aos Estados Unidos, que ainda não estavam em guerra com a Alemanha.  Depois de vários anos, quando o texto dos seus comentários foi publicado no Reino Unidovárias, frases curtas foram suprimidas (provavelmente pelo próprio Wodehouse), fazendo-o parecer relativamente amigável para com as forças  alemãs quando estas chegaram a Le Touquet. Wodehouse acreditava que ele seria admirado pelos seus compatriotas por não ter demonstrado estar abalado durante o seu internato  mas  calculou mal o senso de humor dos ingleses em tempos de guerra. As transmissões alemãs o levaram a muitas acusações de colaboracionismo com os alemães e até mesmo de traição,  o que poderia tê-lo levado  à forca. Algumas bibliotecas proibiram seus livros. O primeiro entre seus críticos foi Alan Alexander Milne, autor dos livros do ursinho Puff. Wodehouse se vingou mais tarde escrevendo um conto, "Rodney tem uma recaída" (1949), em que um personagem baseado em Milne escrevia sobre seu filho, um personagem ridículo chamado "Timothy Bobbin".  Mas ele teve também defensores de peso, como Evelyn Waugh e George Orwell.Em 1944 os Wodehouses tinham se mudado de Berlim para Paris, e pouco depois da  Liberação da França, o Major Malcolm Muggeridge do servico de inteligência e um certo Major Cusson do MI5 começaram a investigar o caso. A conclusão foi de que os programas não eram pró-germânicos e que Wodehouse havia sido tolo e ingênuo, mas  parecia improvável que ele tivesse colaborado com o inimigo. Wodehouse foi aconselhado a não voltar para o Reino Unido e a viver na França ou nos Estados Unidos. Documentos desclassificados nos anos  1980 sugerem que, enquanto ele morava em Paris, suas despesas eram pegas pelos nazistas, porém, documentos divulgados em 1999, pelo  Public Record Office, mostraram que isso havia sido considerado pelos investigadores do  MI5., Segundo o relatório, o dinheiro era produto de ganhos legítimos (incluindo um adiantamento de seus editores espanhois) e, por causa da guerra, havia sido remetido através do Banco Central da Alemanha. Por razões de segurança, os resultados da investigação do Major Cussen não foram publicadas até a morte de Wodehouse. O escritor acreditava que a não publicação do documento impediu sua plena reabilitação.
A reação e a hostilidade do público britânico levaram Wodehouse e sua esposa Ethel a mudar-se definitivamente para Nova York. Além de sua enteada Leonora, que  morrera durante a internação de Wodehouse na Alemanha, os Wodehouses não tiveram filhos. Ele tornou-se cidadão dos Estados Unidos em 1955, passando o resto de sua vida em Remsenburg, em  Long Island (Nova Iorque),  e nunca mais voltou à sua terra natal.

## Obra
Wodehouse foi um autor prolífico, escrevendo 96 livros em sua notável carreira que durou 73 anos  (de 1902 a 1975). Seus trabalhos incluem romances, coletâneas de contos e comédias musicais. Muitos personagens e locais aparecem repetidamente ao longo de seus contos e romances, levando os leitores a classificar seu trabalho por "série":
- As histórias do Castelo de Blandings (mais tarde apelidadas de "a saga do Castelo de Blandings" por Wodehouse), sobre os moradores de alta classe do ficcional e rural Castelo de Blandings. Inclui o excêntrico Lorde Emsworth, obcecado por sua porca premiada, chamada de a "Imperadora de Blandings", e por um certo tempo também por sua igualmente premiada abóbora (que se chamava a "Esperança de Blandings", mas, ironicamente, o filho de Emsworth, Freddie Threepwood, a chamava de "Percy").
- O Drones Club, sobre os percalços de determinados membros de um clube social para ricos ociosos e arruaceiros de Londres. As histórias sempre envolvem membros do clube não identificados, conhecidos como "ovos", "feijão" e "torrada" (devido às gírias inglesas de tratar os outros como "ovo velho", "camarada" ou "crumpet velho"). Em cada história, um Crumpet bem informado vai se esforçar para contar a um ovo ou feijão sobre as últimas façanhas de um outro membro do Drones Club, mais freqüentemente Freddie Widgeon ou Bingo Little. Também apresenta um elenco de coadjuvantes recorrentes, como o milionário Oofy Prosser.
- O Golf e o Membro Mais Antigo. As histórias são construídas em torno de uma das paixões de Wodehouse, o golfe, que todos os personagens envolvidos consideram a ocupação mais importante na vida. O Membro Mais Antigo do clube de golfe conta a maioria das histórias, geralmente para ouvintes sem paciência que preferiam estar em outro lugar.
- As histórias de Jeeves e Wooster, narradas pelo rico e desmiolado Bertie Wooster. Uma série de contos e romances que narram as situações improváveis e infelizes em que ele e seus amigos se encontram e da forma em que seu engenhoso valet Jeeves é sempre capaz de tirá-los. Coletivamente chamadas de "as histórias de Jeeves", ou "Jeeves e Wooster", eles são as mais famosas de Wodehouse. As histórias de Jeeves são um valioso compêndio de gírias inglesas em uso no período que antecede a Segunda Guerra Mundial. Uma das histórias, "Bertie muda de ideia" ("Bertie Changes His Mind"), originalmente publicada em 1922, é narrada por Jeeves ao invés de Bertie.
- As histórias do Sr. Mulliner, narrada por um contador de histórias genial em um pub, que pode tomar qualquer tema de conversa e transformá-lo em uma história, envolvendo implausívelmente algum membro de sua família. A maioria das histórias do Sr. Mulliner envolvem um ou outro de seus inumeráveis sobrinhos. Seus ouvintes são sempre identificados apenas por suas bebidas, por exemplo, um "Scotch quente com limão" ou um "Whisky duplo e splash".
- As histórias escolares, que lançou a carreira de Wodehouse com seu realismo comparativo. Eles são muitas vezes localizados nas escolas públicas ficcionais de St. Austin's ou Wrykyn. O livro mais famoso desta série é "Mike".
- As histórias de Psmith, cerca de um engenhoso pau-para-toda-obra com uma maneira encantadora e exageradamente refinada. Psmith aparece pela primeira vez no livro Mike, como o melhor amigo de Mike quando eles estudavam juntos em um internato. Com o passar dos anos, trabalha em um banco de investimentos em Londres e como jornalista em Nova York. A história final de Psmith, "Deixe para o Psmith", sobrepõe-se às histórias de Blandings. Psmith passa a trabalhar para o Lorde Emsworth, vive por um momento em Blandings Castle, e torna-se um amigo de Freddie Threepwood. Psmith apareceu pela primeira vez no romance escolar "Mike".
- As histórias de Ukridge, sobre o encantador, mas sem escrúpulos, Stanley Featherstonehaugh Ukridge (pronuncia-se "Stanley Fanshó Yukridge"), sempre procurando ampliar sua renda através da relutante assistência de seu amigo em seus planos. Além dos contos, há um romance sobre ele: Amor entre as galinhas (Love Among The Chickens).
- O Tio Fred, sobre o excêntrico Conde de Ickenham. Sempre que pode escapar da guarda de sua esposa, Tio Fred gosta de espalhar o que ele mesmo chama de "doçura e luz", e que outros chamariam de caos. Suas escapadas, sempre envolvendo imitações de algum tipo, são normalmente contadas a partir do ponto de vista de seu sobrinho e relutante companheiro Reginald "Pongo" Twistleton. Várias vezes ele executa sua "arte" no Castelo de Blandings.
- As histórias independentes. Histórias que não fazem parte de uma série (embora possam conter a sobreposição de personagens menores), como Piccadilly Jim, Quick Service, Luar de Verão, Sam O Súbita, e Gás Hilariante.

Quase todas as séries se sobrepõem umas às outras: Psmith aparece em uma história "escolar" e em um romance de Blandings; Bertie Wooster é um membro do Drones Club; Tio Fred e Pongo Twistleton aparecem tanto na Saga Blandings e nas histórias do Drones Club; Bingo Little é um personagem regular nas histórias de Jeeves e nas histórias do Drones Club, etc.